# باولو روبرتو دو كارمو
باولو روبرتو دو كارمو هو لاعب كرة قدم برازيلي، ولد في 12 مارس 1985 في ساو باولو في البرازيل. لعب مع نادي برسبوليس ونادي بوا إيسبورت ونادي ساو كايتانو.